# Tiërcering

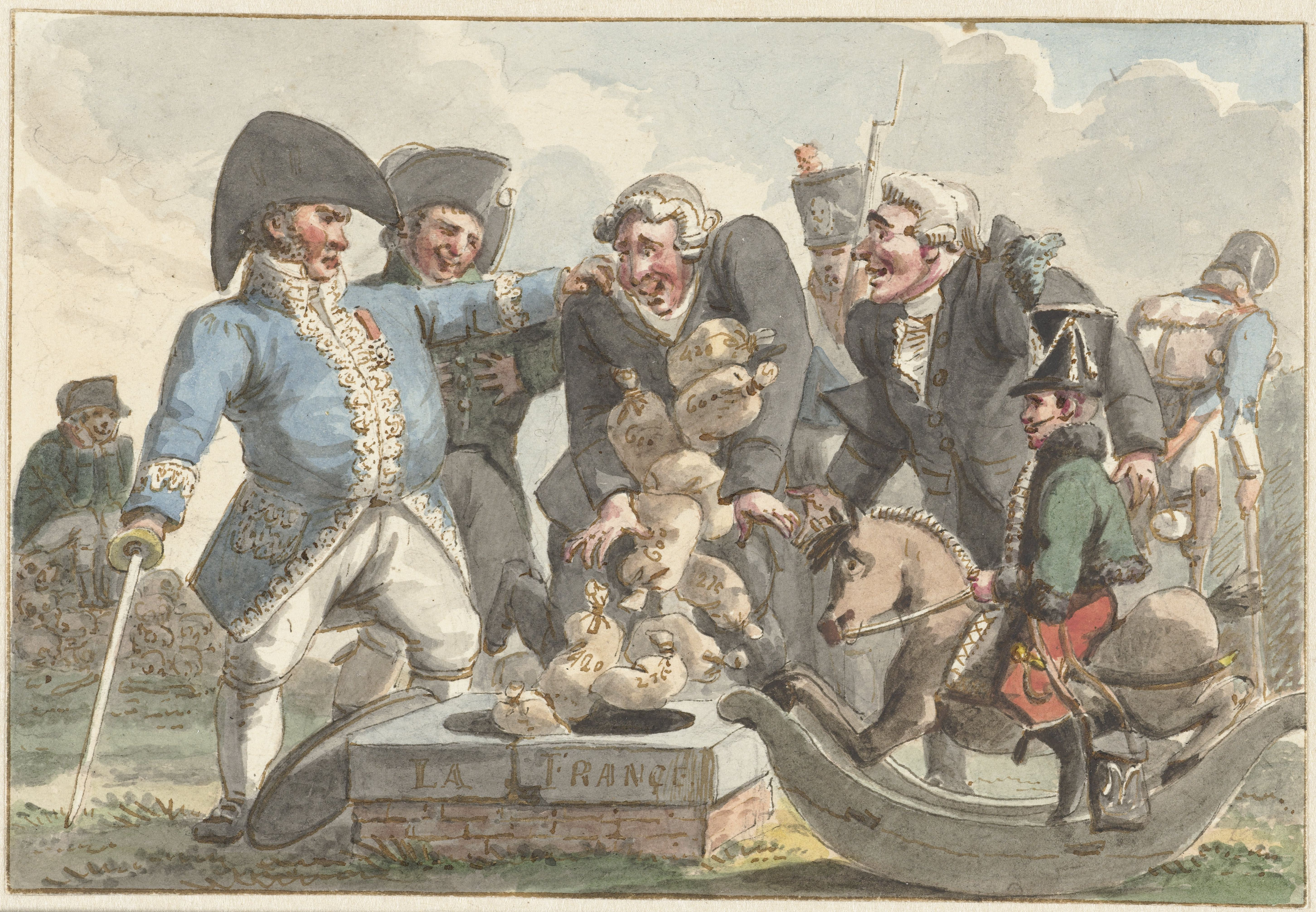
Spotprent van Jacob Smies; twee mannen met witte pruiken werpen zakken met geld in een put, waarop LA FRANCE; links en rechts soldaten en een huzaar op een hobbelpaard. Uiterst links Napoleon zittend op een berg schedels.

De tiërcering (van Frans: tierce, een derde) was een op 9 juli 1810 door keizer Napoleon opgelegde reductie van de rente op de Nederlandse staatsschuld. Door de economische problemen en oorlogsomstandigheden was de betaling van deze rente een niet langer door de schatkist te dragen last geworden. Napoleon bepaalde dat voortaan nog slechts één derde van de rente zou worden uitgekeerd. In de jaren 1808 en 1809 werd er helemaal niets betaald.
De tiërcering was een logische stap omdat de rentebetalingen op de staatsschuld niet meer in verhouding stonden tot de belastinginkomsten. Er kwam in 1809 ongeveer 33 miljoen gulden aan belastingen binnen, terwijl de te betalen rente op de staatsschuld ongeveer 39 miljoen gulden bedroeg. Zes miljoen gulden meer dan er binnenkwam. Aan deze onhoudbare situatie kwam een eind door de tiërcering, waardoor er in 1810 nog maar 13 miljoen gulden aan de rentebetalingen hoefde te worden gedaan op een staatsschuld van 1232 miljoen gulden.
Vele rijke burgers (vaak renteniers), gemeentes en charitatieve instellingen, die soms verplicht een groot deel van hun vermogen in staatsobligaties hadden belegd, werden door de tiërcering echter zeer pijnlijk in hun financiële inkomsten getroffen.
In een gewijzigde vorm werd de tiërcering in 1814 onder koning Willem I gehandhaafd. Op 14 mei 1814 kwam de wet op de Nationale Schuld tot stand. In deze wet werden alle schulden van de Nederlandse staat omgezet in een nieuwe werkelijke schuld van één rentetype van 2,5 procent. Van deze nieuwe werkelijke schuld zou echter slechts een derde deel rente geven.